# Jason Weaver
Jason Michael Weaver, znany również pod pseudonimem J-Weav (ur. 19 lipca 1979 roku w Chicago) – amerykański aktor i piosenkarz, były aktor dziecięcy, znany m.in. z roli Marcusa Hendersona w serialu Inny w klasie.

## Filmografia

### Filmy
- 1994: Król lew – młody Simba (głos, partie wokalne)
- 2002: Dobosz – Ernest
- 2004: Ladykillers, czyli zabójczy kwintet – Weemack Funthes
- 2006: ATL – Teddy
- 2010: Loteria – Ray Ray

### Seriale
- 1996: Jak dwie krople czekolady –
  - Nick,
  - Darnell
- 1997–1999: Inny w klasie – Marcus Henderson
- 1999–2003: Łatek – White Socks (głos)
- 2015: Czarno to widzę – Ta-Ta
- 2021: The Chi – Rashaad „Shaad” Marshall

## Dyskografia

### Albumy
- 1995: Love Ambition
- 1996: Stay with Me (EP)
- 1996: Stay with Me (drugi niewydany album)

## Single
- „Love Ambition (Call on Me)” (1995)
- „I Can’t Stand the Pain” (1995)
- „Stay with Me” (1996)
- „One Call Away” (Chingy feat. J-Weav) (2004)